# Xoloitzcuintle
El xoloitzcuintle, también llamado xoloitzcuintli o simplemente xolo, es una raza de perro sin pelo originaria de México; es presentado en tamaño toy, estándar y mediano. Se le conoce por su endemismo en ese país y su estrecha relación con la cultura mexica.
Existe otra variedad con pelo. Los perros que nacen con pelo siguen siendo xoloitzcuintles puros, y al cruzar a estos con uno sin pelo, también tienen crías sin pelo. En una camada pueden nacer cachorros de las dos variedades. Se le agrupa en los tres tamaños. Las dos clasificaciones mayores se destacan como perros guardianes, el miniatura como perro de compañía.
El 12 de agosto de 2016, el Gobierno de la Ciudad de México declaró al perro xoloitzcuintle como «patrimonio cultural y símbolo» de la Ciudad de México.

## Significado
La palabra xoloitzcuintle conlleva varios significados, uno de ellos es que   proviene del náhuatl: Xólotl = lampiño o desnudo, e itzcuintli= perro, otros autores descifran que Xólotl es el dios mexica de la vida y la muerte, que comúnmente era asociado con figuras monstruosas. El xoloitzcuintle también se conoce con el nombre perro pelón mexicano o perro azteca.
Los Xoloitzcuintles no solamente eran valorados en el mundo espiritual, sino también cuando estaban vivos, pues eran asociados a Xolotl, el dios de la muerte, con el cual deberían ser bondadosos si querían gozar de una muerte agradecida y sin sufrimiento. 

## Origen
Este perro, natural de México, se cree específicamente del estado de Colima, es una raza muy antigua, originada, según algunos cálculos, hace más de tres mil años. Según investigadores de la UNAM este perro tiene más de 7 mil años. En la mitología mexica, se creía que los xoloitzcuintles acompañaban a las almas de los difuntos cuando viajaban al Mictlán, el inframundo, por lo que se les sacrificaba y enterraba junto con los muertos a los que debían guiar. Hay leyendas que hablan de que Xolotl le dio el xoloitzcuintle como regalo al hombre, después de haberlo fabricado de una astilla del Hueso de la Vida, el hueso del que toda vida fue creada. Debido a esto, los mexicas lo consideraban sagrado, y esta adoración se manifestaba en muchas representaciones esculturales y pictográficas.
Se dice que los dioses tenían que descender a Mictlán y obtener un hueso que haría posible la formación de la humanidad. Xólotl se ofreció para efectuar tal hazaña, aunque eso implicará transformarse en un perro; el Xoloitzcuintle. Xólotl fue representado como hombre con cabeza de perro, representando la cara de venus nocturna acompañando al sol en su trayecto al inframundo. Tras el ocaso, el astro rey moría y luchaba con su ayuda para renacer al alba. Desde entonces este animal se convirtió en el favorito de los dioses. Cuando se cumplió el objetivo, se presentó ante el pavoroso Mictlantecuhtli, el señor de la Muerte, y le entregó el apreciado hueso. Entonces, el Xoloitzcuintle regresó al mundo de los vivos y los dioses pudieron crear al primer hombre y a la primera mujer.
La tradición mexica apuntaba que debía ser completamente negro, porque si presentaba manchas en su cuerpo esto decía que ya había servido al alma de otro difunto.
Además para el pueblo mexica, el Xoloitzcuintle tenía la capacidad de alejar y proteger los hogares de espíritus malignos, pero como todo para ellos era dualidad también representaba un lado maligno ya que se le identificaba con la enfermedad y deformidades físicas.
En el territorio mexicano, la primera manifestación encontrada de un perro fue en la Cueva del Tecolote, en Huapalcalco, estado de Hidalgo, 3500 años A.C. Hay evidencias de que diferentes culturas mesoamericanas tuvieron contacto con perros; entre ellas, los tlaxcaltecas, mayas, zapotecas, mexicas, por citar algunas. En el Códice Florentino (años 1500), fray Bernadino de Sahagún ya mencionaba a estos perros, de la siguiente manera:

"Otros perrillos criaban que llamaban xoloitzcuintle que apenitas ningún pelo tenían, y de noche abrigábanlos con mantas para dormir. Estos perros no nacen así sino que de pequeños los untan con resina, que se llama óxitl ("aguarrás"), y con esto se les cae el pelo quedando el cuerpo muy liso. Otros dicen que nacen sin pelo en los pueblos que se llaman Teotlixco y Toztlan."

Después de la colonización europea, este tipo de perro estuvo muy cerca de desaparecer, y fue rescatado de la extinción por la apreciación hacia este perro por parte de los miembros de la Federación Canófila Mexicana (FCM), la cual inició un programa de registro y reproducción el 1 de mayo de 1956. A pesar de que fue exhibido en las competiciones de belleza canina, en los Estados Unidos desde 1883, y aceptado en las federaciones más respetadas, no logró gran aceptación popular. A mediados del siglo XX, su popularidad en México tuvo un renacer, y llegó a ser admitido en muchas federaciones caninas mexicanas. En el presente es reconocido por muchas de las más distinguidas federaciones en otros países y federaciones internacionales, como la Federación Cinológica Internacional (FCI).
Existen pocas líneas de sangre, entre las más reconocidas internacionalmente están; línea tarango, orígenes y milenarios.

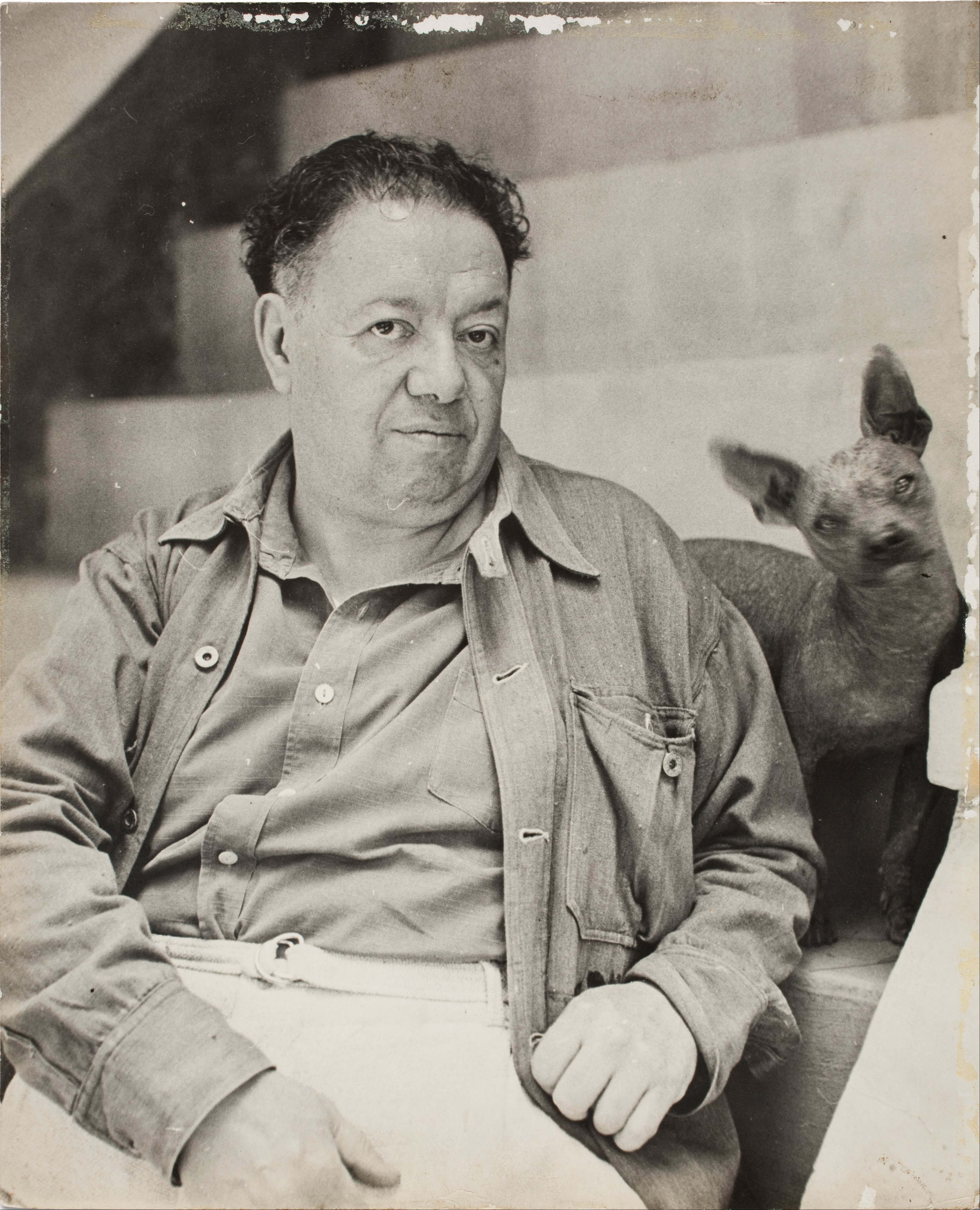
Diego Rivera con un xoloitzcuintle en la Casa Azul.

## Registro

### Federación Cinológica Internacional (FCI)

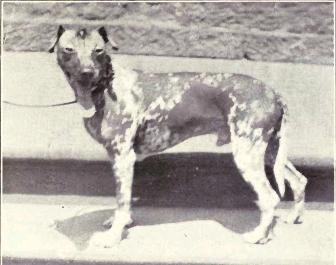
Ejemplar de Xolo en 1915.

A pesar de los más de 3000 años de historia de Xolo en México, la raza no recibió ningún aviso oficial en su país de origen hasta la década de 1950. La FCI , fundada en 1940, no estaba preparada para declarar al Xolo oficial de raza pura en ese momento. Según el historiador de razas Norman Pelham Wright, autor de The Enigma of the Xoloitzcuintli, el Xolo comenzó a aparecer en las exposiciones caninas mexicanas a finales de los años cuarenta. Aunque fueron reconocidos como especímenes indígenas de una raza nativa, el interés en ellos era mínimo en ese momento, porque la información era escasa y no existía un estándar por el cual juzgarlos. En una década, la FCI se dio cuenta de que la raza se extinguiría si no se tomaban medidas drásticas para salvarla. Esto llevó a la Expedición Xolo de 1954, ampliamente publicitada. Con la aprobación oficial de la FCI, Wright y un equipo de autoridades caninas mexicanas y británicas se pusieron en marcha para descubrir si todavía existía Xolos de raza pura en áreas remotas de México.
Finalmente, se encontraron diez Xolos estructuralmente fuertes y estos perros formaron la base del programa de México para revivir la raza. Un comité encabezado por Wright fue el autor de la primera norma oficial para la raza; el 1 de mayo de 1956, el Xolo fue finalmente reconocido en su tierra natal y, como México es miembro de la FCI, en todo el mundo.

### American Kennel Club (AKC)

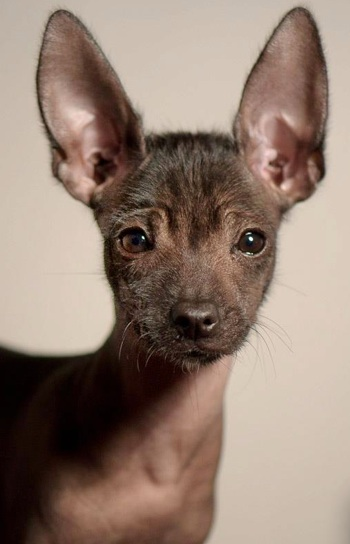
Un xoloitzcuintle toy.

Estuvo entre las primeras razas registradas por el American Kennel Club (AKC). Un perro mexicano llamado 'Mee Too' hizo historia en la raza como el primer Xolo registrado con AKC en 1887. 'Chinito Junior', criado y propiedad de Valetska Radtke de la ciudad de Nueva York, se convirtió en el único campeón de la raza hasta la fecha. Obtuvo su título el 19 de octubre de 1940.
En 1959, el Xolo se retiró del libro de estudios de AKC debido a la escasez de la raza y la percepción de extinción.. El Xoloitzcuintli Club of America (XCA) fue fundado en octubre de 1986 para recuperar el reconocimiento de AKC para la raza. El 13 de mayo de 2008, AKC votó para readmitir a la raza a su Clase Miscelánea a partir del 1 de enero de 2009. La XCA es el club matriz oficial de la raza, fundada el 26 de octubre de 1986, con el propósito de recuperar el reconocimiento de AKC para Xoloitzcuintli. Los miembros fundadores votaron por unanimidad para reconocer los tres tamaños (toy, miniatura y estándar) y ambas variedades (sin pelo y recubiertas) en su reunión inicial. Desde entonces, la XCA ha compilado un libro genealógico basado en los requisitos para la eventual aceptación de AKC, realizó un programa anual especializado independiente, publicó un boletín trimestral, The Xolo News, y mantuvo una red nacional de rescate activa, National Xolo Rescue (conocida antes de 2009 como The Xolo Rescue League  ). Desde el 1 de enero de 2007, los Xolos registrados por FSS han sido elegibles para competir en eventos de rendimiento de AKC. La raza se mudó al AKC Studbook en diciembre de 2010 y ha sido elegible para ser mostrada en el grupo AKC Non-Sporting desde el 1 de enero de 2011. 
El primer ganador del AKC Group Xolo fue Bayshore Mole, quien ganó una colocación en el Grupo 4 el 2 de febrero de 2011, y fue seguido por su compañero de camada Bayshore, Georgio Armani, quien recibió una colocación grupal consecutiva. El 8 de agosto de 2011, Bayshore Georgio Armani se convirtió en el primer Xolo en ser nombrado Best in Show en la competencia AKC. Bayshore Mole se convirtió en el primer Xolo en ganar el mejor resultado en los shows el 3 y 4 de septiembre de 2011. Ambos perros fueron criados por Bayshore Kennel en Virginia.

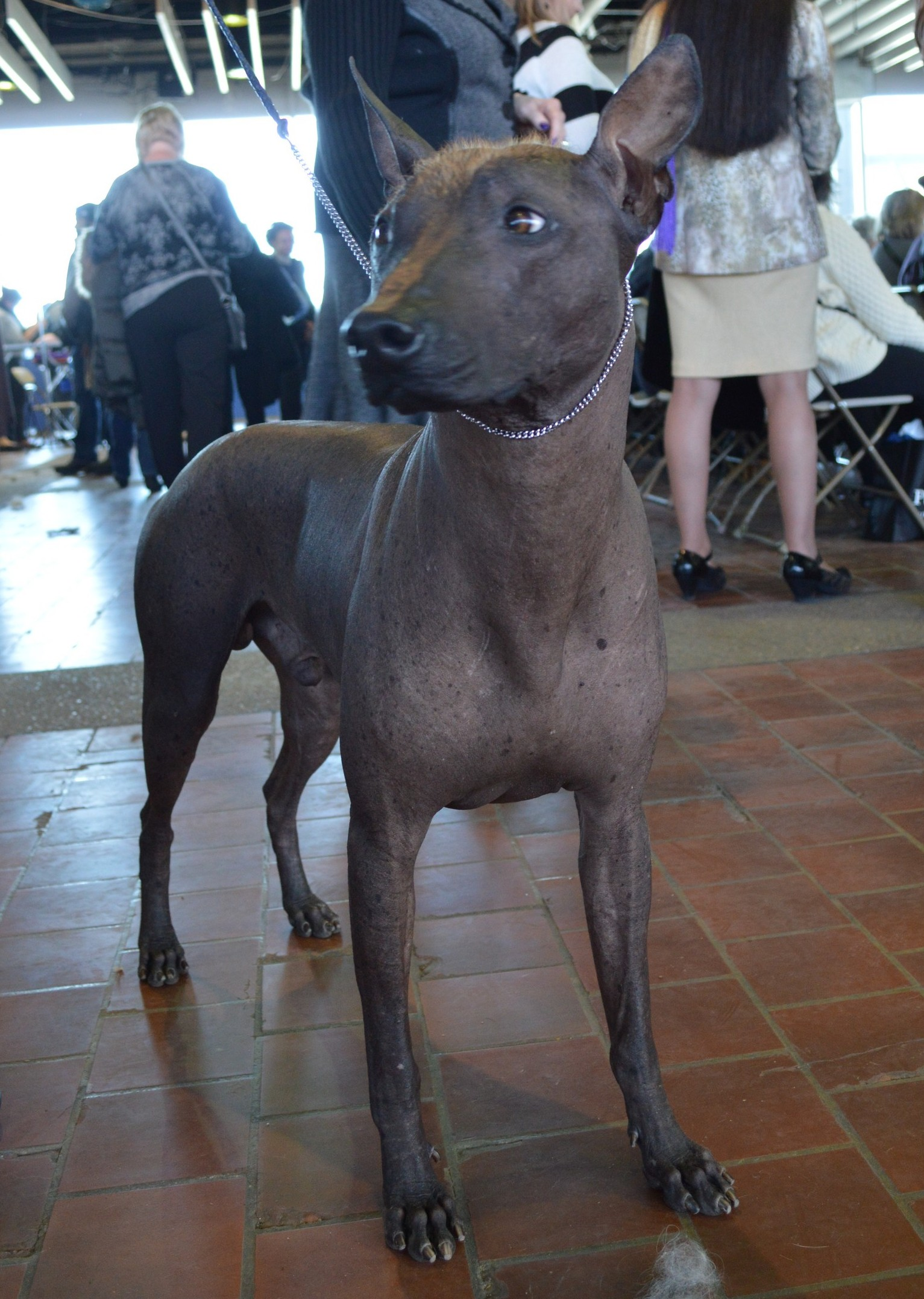
Giorgio Armani, el primer Xoloitzcuintle en ser nombrado el mejor de su raza en la Exposición canina de Westminster. Ha logrado cuatro Bests in Show y 27 Group Firsts desde que se unió al Grupo Non Sporting del American Kennel Club en enero de 2011.

En febrero de 2012, Xolo fue una de las 6 nuevas razas en hacer su primera aparición en el Westminster Kennel Club Dog Show.

## Como alimento
Se cree que los perros fueron un alimento tradicional en la cultura mexicana. El propio Hernán Cortés reportó, cuando llegó a la ciudad de Tenochtitlán en 1519, que "unos pequeños perrillos se criaban para alimento", donde se vendían junto con otros alimentos en los mercados callejeros de las ciudades. Estos animalitos típicos de la cocina mexica se denominaban itzcuintlis y, dado el parecido con la palabra xoloitzcuintli, se cree que estos últimos eran consumidos, aunque esa palabra pueda referirse al tepezcuintle,[cita requerida] que parecen perrillos, aunque realmente son roedores.
Los relatos españoles del siglo XVI hablan de un gran número de perros servidos en banquetes. Las fiestas de los mercaderes aztecas podían tener de 80 a 100 pavos y de 20 a 40 perros como alimento. Cuando estas dos carnes se servían en el mismo plato, la carne de perro estaba en el fondo del plato, ya sea porque se tenía en mayor estima o porque se consideraba cada vez más un paso por encima del canibalismo.

## Características

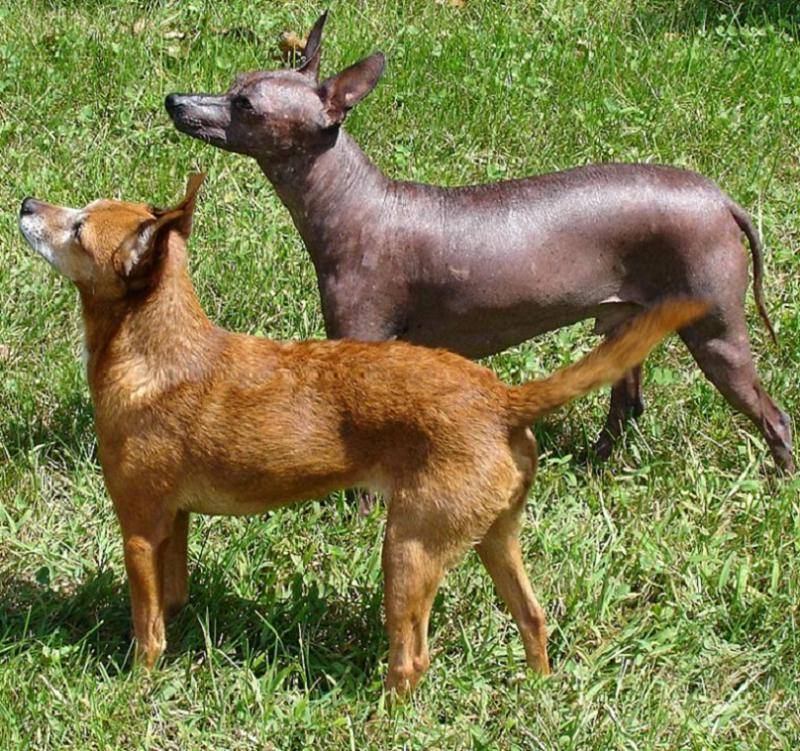
Xoloitzcuintles con pelo y sin pelo.

Personalidades como Diego Rivera y Frida Kahlo criaron estos ejemplares como mascotas, y los convirtieron también en animales de culto e inspiración para su obra. Son buenos perros de compañía y guardianes del hogar, en función del tamaño. A pesar de que no tienen una apariencia atractiva, el xolo es popular entre algunos por su inteligencia (es fácil de educar), su resistencia y su carácter amigable. Aparentemente, aquellas personas que aprecian al perro como compañero fiel son las que le han dado una nueva ola de popularidad en la actualidad. Suelen ser muy deportistas, buenos vigilantes y singularmente tranquilos con la gente.
La raza tiene un rango de peso de 4 a 20 kg. Su falta de pelaje causa una mayor pérdida de calor corporal, por lo que su cuerpo se ve obligado a mantener una temperatura de alrededor de unos 40 °C. Su apariencia es similar a la del Pharaoh Hound, con un cuerpo esbelto, ojos estirados, orejas triangulares y rectas y un cuello largo. En cuanto al pelaje, diferentes individuos pueden presentar diferentes grados de crecimiento de pelo.

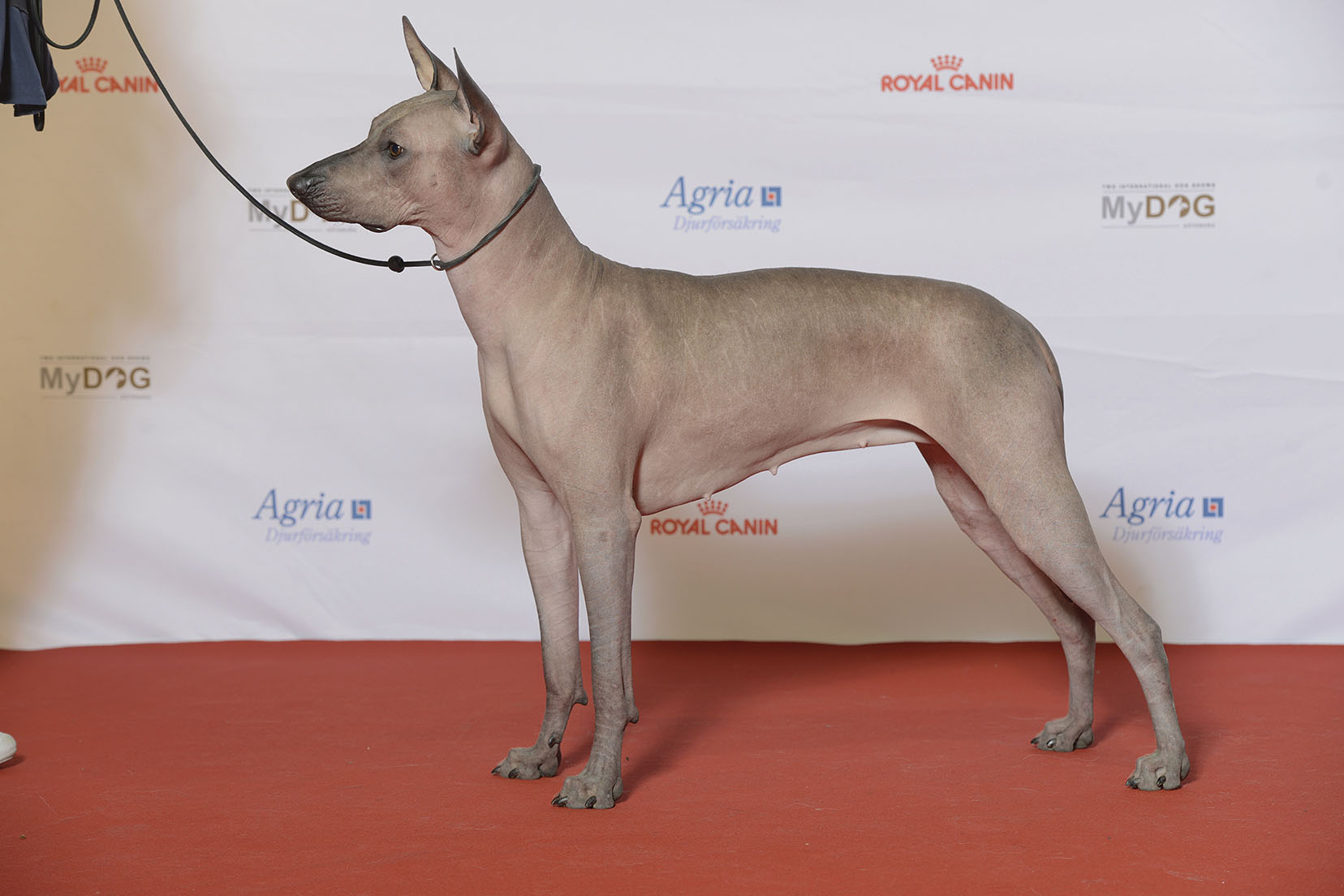
Xoloitzcuintle con piel clara.

Entre las ventajas de su falta de pelo están que no causan problemas a las personas con alergia al pelo canino (al contrario, se cree que ayuda a los problemas de alergia) y que las molestias frecuentes en otros perros, como pulgas y garrapatas, quedan eliminadas. Sin embargo, también es cierto que un ejemplar de la variedad del xoloitzcuintle con pelo es idéntico a un ejemplar desnudo, salvo por el pelaje. Sin embargo, como estos no han sido sujetos seleccionados, el pelaje puede presentarse en distintas longitudes. El pelaje más valorado es un pelaje corto y de colores sólidos en una amplia gama, con manchas blancas en el pecho y en los dedos. Por otra parte, las orejas también marcan una diferencia, ya que la mayoría de los xolos con pelo no suelen alzar las orejas, a pesar de que sus hermanos desnudos sí lo hacen.
Estos xolos con pelo son perros modestos, es decir, a la vista no tienen la espectacularidad que tienen los xoloitzcuintles "desnudos". Se podría decir incluso que son perros "corrientes" o mestizos, ya que conservan una estructura fenotípica similar al perro prehispánico o mesoamericano, del cual se cree surgió el xoloitzcuintle original.

### Variantes de razas en otros países

#### China
En China, existe una raza de perro sin pelo llamada perro crestado chino. Esta raza es conocida por su distintivo mechón de pelo en la cabeza, así como en sus patas y cola, mientras que el resto de su cuerpo permanece sin pelo. Al igual que el xoloitzcuintle, el perro crestado chino es valorado por su carácter afectuoso y su apariencia única. Su origen es incierto, pero se cree que pudo haber sido criado como compañía en climas cálidos, donde la falta de pelaje es una ventaja.

#### Perú
En Perú, encontramos al perro sin pelo del Perú, una raza ancestral con raíces en las culturas preincaicas. Este perro, reconocido como Patrimonio Cultural del Perú, es muy similar al xoloitzcuintle en cuanto a su falta de pelo y a su importancia cultural. Fue representado en cerámicas de la cultura mochica y otras culturas andinas. Tradicionalmente, se le atribuyen propiedades curativas, especialmente para el alivio de dolencias reumáticas, debido al calor que desprende su cuerpo.

### Carácter
Es de carácter noble, por naturaleza un perro de compañía, es fiel a su amo. El xolo miniatura se distingue por ser juguetón (perro faldero), Tiene la habilidad de una rata para poder meterse en agujeros pequeños a la vez tiene la destreza de un gato para escalar hasta dos metros, es capaz de perder la vida por defender su territorio.

### Salud

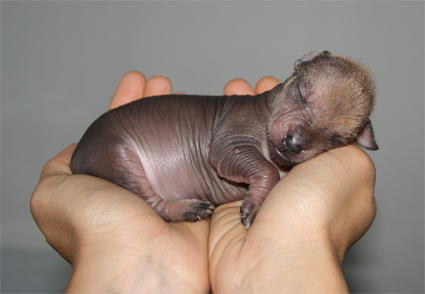
Xoloitzcuintle recién nacido durmiendo.

El xolo ha sido desarrollado por selección natural durante miles de años y, por lo tanto, generalmente no es propenso a problemas de salud y estructura, ya que otras razas de perros son más modificadas por los esfuerzos de selección humana. Los xolos provienen de climas tropicales y no son adecuados para la vida al aire libre en climas templados y del norte más fríos; Deben ser considerados una raza de perro de interior. Aunque han logrado adaptarse a climas como el de Rusia. Necesitan el baño, el aseo personal y el cuidado de la piel al igual que con otros perros de tipo físico similar, o puede provocar acné. La mayoría de los problemas de la piel se deben a la mala reproducción, el abandono o el exceso de baño y la loción excesiva, eliminando las protecciones naturales y obstruyendo los poros.

### Genética
Genéticamente, los xoloitzcuintles sin pelo se caracterizan por la falta de pelo y de algunos dientes, fenotipo que se denomina displasia ectodérmica canina, y que se hereda como un carácter monogénico autosómico semidominante. Esto quiere decir que el rasgo de falta de pelo es determinado por un solo gen de un cromosoma no sexual, y que este gen tiene dominancia parcial. Debido a la dominancia parcial, los xolos tienen un poco de pelo en la cabeza y en la cola. Los xolos sin pelo siempre son heterocigotos (Hh) -es decir, su genotipo se compone por un gen dominante (no tener pelo) y un gen recesivo (tener pelo)-, ya que tener dos genes dominantes resulta ser letal. Los homocigotos dominantes (HH) no se gestan, probablemente porque el gen afectado (denominado FOXI3) es importante en la formación del ectodermo. Las cruzas entre dos xolos con pelo (hh) sólo puede producir un xolo con pelo, por ser un carácter producido por la expresión de un gen recesivo. De acuerdo con las leyes de la genética de Gregor Mendel, la cruza entre un xolo con pelo y un xolo sin pelo tiene un 50 por ciento de probabilidad de producir xolos sin pelo y otro 50 por ciento de probabilidad de producir xolos con pelo (Hh, hh, Hh, hh), y la cruza entre dos xolos sin pelo tiene un 50 por ciento de probabilidad de producir xolos sin pelo y 25 por ciento de probabilidad de producir xolos con pelo (HH, Hh, Hh, hh) -el otro 25 por ciento de probabilidad corresponde a los homocigotos dominantes, que mueren antes de nacer. Cabe mencionar que la única raza de perros sin pelo que resulta de un gen recesivo es el Terrier americano sin pelo. La FCM prohíbe la cruza de dos xoloitzcuintles con pelo , del mismo modo esta comprobado que cruzar un xolo con pelo con uno sin pelo mejora la raza ya que al cruzar solo xolos sin pelo aumenta los problemas bucodentales.

## Cuidados
Aunque la piel está expuesta a lesiones, las heridas y fisuras se curan rápidamente.
Además, no necesita cuidados del pelaje, sólo en algunas ocasiones requieren una ducha caliente.
Ante la falta de pelo, la piel del xoloitzcuintle es extremadamente sensible, por lo que requiere de la aplicación de crema humectante o de pomadas calientes, de dos a tres veces por semana. En caso de una exposición constante al Sol, el dueño de la mascota tendrá que untar bloqueadores, para evitar quemaduras. El uso de aceite de almendras para dar brillo y lubricar la piel, collares de nailon o fibras naturales para evitar rozaduras.

## Alimentación
- Cachorros pequeños: de 4 a 5 comidas pequeñas al día hasta las 10 semanas de edad.
- Entre las 10 semanas y los 5 meses: 3 comidas al día.
- A partir del quinto o sexto mes: 2 comidas al día.

Proteínas y vitaminas diarias para dar brillo a la piel.

## Como perro curandero
En la medicina azteca se acostumbraba presionar la piel del Xolo sobre alguna zona con dolor para que desapareciera, esto los hacía excelentes curanderos de malestares de cabeza o musculares, asma, reumatismo, insomnio dolores menstruales e incluso malaria.

## Uso del nombre como término peyorativo
El empleo del término «xolo» (pronunciado [cholo]) aplicado a algunos grupos humanos de forma peyorativa durante la era colonial, se referencia en Los comentarios reales de los incas del escritor peruano Inca Garcilaso de la Vega, y publicada en 1609:

Al hijo de negro y de india, o de indio y de negra, dicen mulato y mulata. A los hijos de éstos llaman cholo; es vocablo de la isla de Barlovento; quiere decir perro, no de los castizos (raza pura), sino de los muy bellacos gozcones; y los españoles usan de él por infamia y vituperio.
Inca Garcilaso de la Vega

## Xolos en la cultura popular

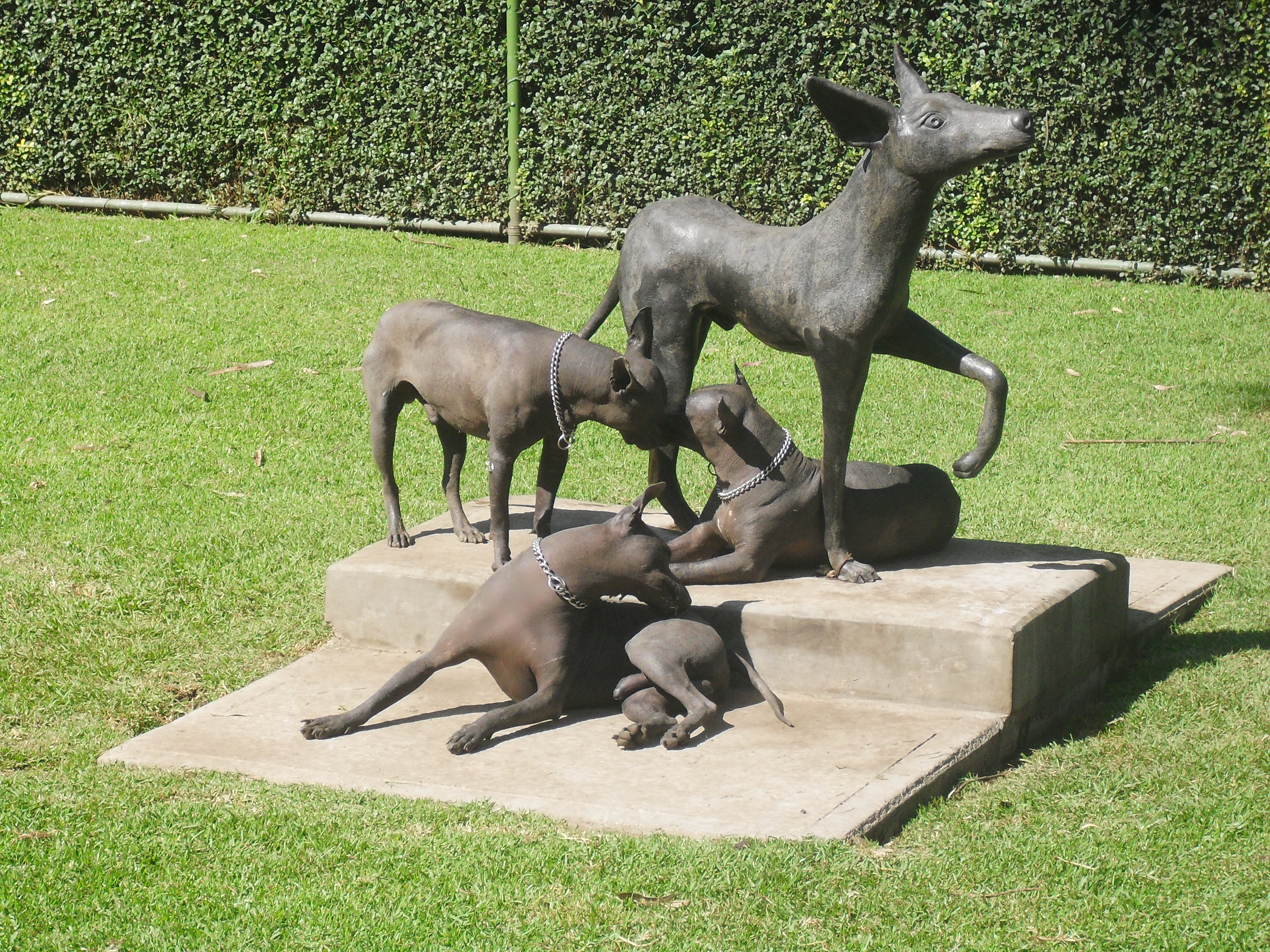
Xoloitzcuintles en una estatua de bronce en el Museo Dolores Olmedo.

- Los xolos son un tema común en las pinturas de la artista mexicana Frida Kahlo .

- Un xolo participó en los espectáculos de teatro de calle de Royal de Luxe en Guadalajara (México), en noviembre de 2010, Nantes (Francia), en mayo de 2011, y Liverpool (Inglaterra), en abril de 2012. Un enorme títere del perro acompañó a los famosos gigantes de la compañía.

- El Club Tijuana Xoloitzcuintles de Caliente, popularmente conocido como Xolos de Tijuana, es un club de fútbol mexicano con el nombre de la raza de perro.

- Un xolo se presentó por primera vez en la Exposición canina de Westminster en 2012.

- Una fotografía de un xolo ganó el 1.er lugar en el concurso "Animal Framer" Life Framer de 2015.

- Una simulación computarizada de un perro xoloitzcuintle llamado Dante aparece en la película animada Coco (2017), de Disney y Pixar.

- En la película mexicana de animación El Camino de Xico la historia gira en torno a Xico, un perro xolo que esta destinado a salvar su hogar.